# Giovanni Antonio Giustiniani
Giovanni Antonio Giustiniani (ur. 1676 w Madrycie, zm. 1735 w Genui) – polityk genueński.
Przez okres od 22 września 1713 do 22 września 1715 roku Giovanni Antonio Giustiniani pełnił urząd doży Genui.